# Amore amaro
Amore amaro è un film del 1974 diretto da Florestano Vancini.

## Trama
Il film, ambientato nella Ferrara degli anni '30, narra la storia di un amore impossibile tra Antonio, studente ventiquattrenne il cui padre è stato condannato a quindici anni di reclusione per attività antifascista, e Renata, una maestra trentacinquenne vedova di un gerarca e con figli. I due sfidano le convenzioni dell'epoca (il costume sociale è tale che Renata si considera "vecchia" e si comporta con disagio nei confronti di un uomo undici anni più giovane) ma, nonostante la travolgente passione fra i due, le differenze sociali e le inconciliabili tendenze politiche impediranno lo svilupparsi della relazione: Antonio riesce a recarsi a Parigi per portare denaro ai compagni esuli del padre ed è sempre più critico nei confronti delle manifestazioni pubbliche del regime. Renata segue invece le cerimonie con la divisa fascista e accetta di dirigere una colonia estiva per bambini. Spinta dalle ambizioni, dal conformismo e dal desiderio di "sistemarsi", finisce per sposare un anziano funzionario del partito. 

## Realizzazione
L'azione, nel racconto di Carlo Bernari, era ambientata a Roma, ma il regista, d'accordo con la sceneggiatrice Suso Cecchi D'Amico e con l'autore del racconto, ha trasportato la vicenda nella sua Ferrara dichiarando: «Io non ho conosciuto la Roma d'anteguerra e non sarei riuscito ad esprimerla. La Ferrara di quell'epoca, invece, l'ho conosciuta, vi ho trascorso la fanciullezza, ho conosciuto (...) l'alito della campagna, dove gli avvenimenti arrivavano attutiti e il tempo pareva scandito dal lento passare del Po, e gli stati d'animo si perdevano nelle profondità della pianura padana»
Il film riprende il nucleo centrale del racconto e dà ai personaggi motivazioni psicologiche più esplicite e struttura la narrazione capovolgendo il solito schema del flashback: il presente è la storia d'amore fra Antonio e Renata nel lontano anteguerra; il diverso destino dei due protagonisti nella vita di trent'anni dopo viene rappresentato in parallelo, denunciando le conseguenze negative che il passato ha provocato.

## Accoglienza
Nonostante qualche perplessità della commissione censura, il film  venne approvato con il nulla osta ministeriale nº 65428 del 31 ottobre e uscì senza tagli a Torino in prima proiezione il 9 novembre 1974. Alla fine della stagione 1974-75 l'incasso fu di 1 miliardo 311 milioni di lire.

## Riconoscimenti
- Miglior attrice protagonista a Lisa Gastoni (Nastri d'Argento della SNGCI, 1975)